# 1841.
◄ | 18. stoljeće | 19. stoljeće | 20. stoljeće | ►
◄ | 1810-ih | 1820-ih | 1830-ih | 1840-ih | 1850-ih | 1860-ih | 1870-ih | ►
◄◄ | ◄ | 1838. | 1839. | 1840. | 1841. | 1842. | 1843. | 1844. | ► | ►►
Arhitektura • Astronomija • Biologija • Fotografija • Glazba • Kazalište • Kemija • Kiparstvo • Knjige • Književnost • Kršćanstvo • Meteorologija • Medicina • Politika • Pravo • Promet • Slikarstvo • Šport • Znanost • Željeznički promet

## Događaji
- istraživač James Clark Ross otkrio Viktorijinu zemlju
- Osnovano je Hrvatsko šumarsko društvo.
- 3. veljače – Osnovano Hrvatsko-slavonsko gospodarsko društvo.
- Njujorška biskupija utemeljila Sveučilište Fordham.
- 30. lipnja - Dovršena linija za Veliku zapadnu željeznicu (u Ujedinjenom Kraljevstvu) od Londona do Bristola, (izgradio Isambard Kingdom Brunel)

## Rođenja
- 25. veljače – Pierre-Auguste Renoir, francuski slikar († 1919.)
- 3. ožujka – Edmund Gutmann, hrvatski industrijalac židovskog porijekla († 1918.)
- 19. travnja – Bono Dobroslav Nedić, hrvatski književnik iz BiH († 1903.)
- 6. svibnja – Ivan Dežman, hrvatski književnik i liječnik († 1873.)
- 13. lipnja – Antun Korlević, hrvatski biolog († 1915.)
- 25. kolovoza – Emil Theodor Kocher, švicarski liječnik, nobelovac († 1917.)
- 10. rujna – Štefan Beéry, svećenik i pisac gradišćanskih Hrvata († 1906.)
- 9. prosinca – Ivan Iletić, pisac i učitelj gradišćanskih Hrvata († 1907.)

## Smrti
- 4. travnja – William Henry Harrison, 9. predsjednik SAD-a (* 1773.)
- 23. svibnja – Franz Xaver von Baader, njemački filozof (* 1765.)
- 27. srpnja – Mihail Jurjevič Ljermontov, ruski pjesnik (* 1814.)
- 1. lipnja – Nicolas Appert, francuski kuhar i slastičar, "otac konzervi" (* 1749.)
- 28. listopada – Johan August Arfwedson, švedski kemičar i otkrivač litija (* 1792.)

## Vanjske poveznice
|  | Zajednički poslužitelj ima još gradiva o temi 1841. |